# Fondation Pinault
De Fondation Pinault is een stichting die de uiterst omvangrijke en kwalitatief hoogstaande private kunstverzameling van de Franse zakenman François Pinault (1936) beheert. Pinault mag zich eigenaar noemen van onder meer de Fnac-keten, de modehuizen Gucci en Yves Saint Laurent en Samsonite. Ook bezit hij het veilinghuis Christie's. Pinault is daarbij sinds 1994 ook eigenaar van een premier cru wijn Château Latour.

## Palazzo Grassi in Venetië
In het voorjaar 2006 vond de collectie hedendaagse kunst een onderkomen in het door architect Tadao Ando daartoe verbouwde 18e-eeuwse Palazzo Grassi in centrum van Venetië. Dit gebouw was voorheen eigendom van de Italiaanse familie Agnelli van het Fiat-concern. Deze liet het gebouw eerder restaureren door de architecten Gae Aulenti en Antonio Foscari. Philippe Vergne, de vroegere directeur van het Musée d'art contemporain de Marseille, is aangetrokken als directeur van de kunststichting.
De collectie bevat werk van de belangrijkste beeldende kunstenaars van de tweede helft van de 20ste eeuw, waaronder museumstukken als "La petite danseuse" van Edgar Degas en "Tableau losangique II" (1919) van Piet Mondriaan. Verder beeldend werk van Pablo Picasso, Joan Miró, Henry Moore, Richard Serra, Eduardo Chillida, David Smith, Jackson Pollock, Jasper Johns, Willem de Kooning, Robert Ryman, Robert Rauschenberg, Gilbert and George, Marcel Broodthaers, Don Flavin, Frank Stella, Donald Judd, Félix González-Torres, Antoni Tàpies, Gerhard Richter, Maurizio Cattelan, Andy Warhol, Mark Rothko, Daniel Buren en Bruce Nauman. Daarbij ook werk van Brice Marden, Cy Twombly, Piero Manzoni, Jannis Kounellis, Jeff Koons, Sigmar Polke, Thomas Schütte, Marlene Dumas, Jake & Dinos Chapman, Michaël Borremans en Luc Tuymans. In totaal bevat de collectie zo'n 2000 kunstwerken.
De collectie beperkt zich niet tot beeldhouwwerk en schilderkunst, maar bevat ook fotografie van Cindy Sherman en Hiroshi Sugimoto, videokunst van Bill Viola, Aernout Mik, Douglas Gordon, Pierre Huyghe, Shirin Neshat en Adel Abdessemed. Een deel van deze collectie werd eind 2007 getoond in het Noord-Franse Rijsel op de tentoonstelling genoemd Passage du temps. 
In de thuisbasis Venetië, in het Palazzo Grassi, vond in de zomer van 2006 een tijdelijke tentoonstelling plaats met als titel "Where are we going ?". In het najaar van dat jaar ging een expositie rond Pablo Picasso open met als titel "Picasso, la joie de vivre".
De stichting verwierf naast het Palazzo Grassi een tweede site in de Venetiaanse binnenstad, het driehoekig bouwwerk Dogana da Mar, op het eiland Punta della Dogana. Pinault kreeg het gebouw voor dertig jaar in concessie. Het 15e-eeuws voormalige douanegebouw ligt aan een historisch beladen site waar het Canal Grande in het noorden en het Canale della Giudecca monden in de Bacino San Marco. De Pinaultstichting gebruikt dit door Tadao Ando gerenoveerde gebouw voor tijdelijke tentoonstellingen. De openingsexpositie die liep van juni 2009 tot april 2011 kreeg als naam Mapping the studio mee.

## Parijs museum
Zakenman Pinault had al decennialang het plan opgevat geven om ook in Parijs een  museum voor hedendaagse kunst op te richten. De Japanse architect Tadao Ando had al een gebouw ontworpen in de vorm van een op het eiland aangemeerde boot bij het Ile Seguin in de Seine ten westen van Parijs. Pinault gaf deze plannen in 2005 op na het uitblijven van de vereiste planningsvergunningen. In 2016 maakte de Parijse burgemeester Anne Hidalgo bekend dat de Pinault-stichting het museum voor moderne kunst zal openen in de Bourse de Commerce vlak bij het Louvre, het Centre Georges Pompidou en het gerenoveerde Hallen-complex. In het voorjaar van 2020 werd de voor dat jaar vooropgestelde opening uitgesteld tot 2021.